# Wiktoria Zezula
Wiktoria Zezula (ur. 21 marca 1996) – polska lekkoatletka specjalizująca się w wielobojach.

## Kariera
Brązowa medalistka mistrzostw Polski w siedmioboju (Lublin 2018) rozegranym w Suwałkach. Jednocześnie została Młodzieżową wicemistrzynią Polski (Suwałki 2018).